# Tokigawa
Tokigawa (ときがわ町?) è una cittadina giapponese della prefettura di Saitama.